# Movimento pelo controle de natalidade nos Estados Unidos
O movimento pelo controle de natalidade nos Estados Unidos foi uma campanha de reforma social de 1914 até cerca de 1945 que visava a aumentar a disponibilidade de contracepção nos Estados Unidos através da educação e legalização. O movimento começou em 1914, quando um grupo de radicais políticos na cidade de Nova Iorque, liderado por Emma Goldman, Mary Dennett e Margaret Sanger, ficou preocupado com as dificuldades que o parto e os abortos autoinduzidos geravam para as mulheres de baixa renda. Naquele momento, as informações sobre contracepção eram consideradas obscenas, de modo que os ativistas focaram nas leis de Comstock, que proibiam a distribuição de qualquer material "obsceno, indecente e/ou lascivo" pelo correio. Com a esperança de provocar uma decisão judicial favorável, Sanger deliberadamente violou a lei distribuindo o The Woman Rebel, um boletim contendo um debate sobre contracepção. Em 1916, Sanger abriu a primeira clínica de controle de natalidade nos Estados Unidos, mas a clínica foi imediatamente fechada pela polícia, e Sanger foi condenada a trinta dias de prisão.
Um grande momento decisivo para o movimento ocorreu durante a Primeira Guerra Mundial, quando muitos militares norte-americanos foram diagnosticados com doenças venéreas. A resposta do governo incluiu uma campanha antivenérea que enquadrava a relação sexual e a contracepção como questões de saúde pública e tópicos legítimos de pesquisa científica. Esta foi a primeira vez que uma instituição do governo dos Estados Unidos participou de uma discussão pública e contínua de assuntos sexuais; como consequência, a contracepção transformou-se de uma questão moral para uma questão de saúde pública.
Encorajada pelas mudanças de atitudes do público em relação ao controle de natalidade, Sanger abriu uma segunda clínica de controle de natalidade em 1923, mas desta vez não houve prisões ou controvérsias. Ao longo da década de 1920, a discussão pública sobre a contracepção tornou-se mais comum, e o termo "controle de natalidade" foi firmemente estabelecido no vernáculo da nação. A ampla disponibilidade de contracepção sinalizou uma transição dos costumes sexuais repressivos da era vitoriana para uma sociedade sexualmente mais permissiva.
As vitórias judiciais na década de 1930 continuaram a enfraquecer as leis anti-contracepção. As vitórias nas cortes motivaram a Associação Médica Americana a adotar em 1937 a contracepção como componente central dos currículos das faculdades de medicina, mas a comunidade médica demorou a aceitar essa nova responsabilidade e as mulheres continuaram a confiar em conselhos contraceptivos inseguros e ineficazes de fontes mal informadas. Em 1942, formou-se a Federação de Paternidade Planejada da América, criando uma rede nacional de clínicas de controle de natalidade. Após a Segunda Guerra Mundial, o movimento para legalizar o controle de natalidade chegou a uma conclusão gradual, uma vez que o controle de natalidade foi plenamente aceito pela profissão médica e as demais leis anti-contracepção já não eram mais aplicadas.

## Contracepção no século XIX

### Práticas de controle de natalidade
A prática de controle de natalidade era comum em todo os Estados Unidos antes de 1914, quando o movimento para legalizar a contracepção começou. As técnicas de longa data incluíam método rítmico, coito interrompido, diafragma, esponja contraceptiva, preservativo, amamentação prolongada e espermicida. O uso de contraceptivos aumentou ao longo do século XIX, contribuindo para uma queda de 50% na taxa de fertilidade nos Estados Unidos entre 1800 e 1900, particularmente nas regiões urbanas. A única pesquisa conhecida sobre os hábitos anticoncepcionais das mulheres norte-americanas realizada durante o século XIX foi conduzida por Clelia Mosher de 1892 a 1912. A pesquisa foi baseada em uma pequena amostra de mulheres da classe alta, e revelou que a maioria das mulheres usava contracepção (principalmente lavagem vaginal, mas também coito, rítmico, preservativos e pessários) e que viam o sexo como um ato prazeroso que poderia ser realizado sem o objetivo de procriação.

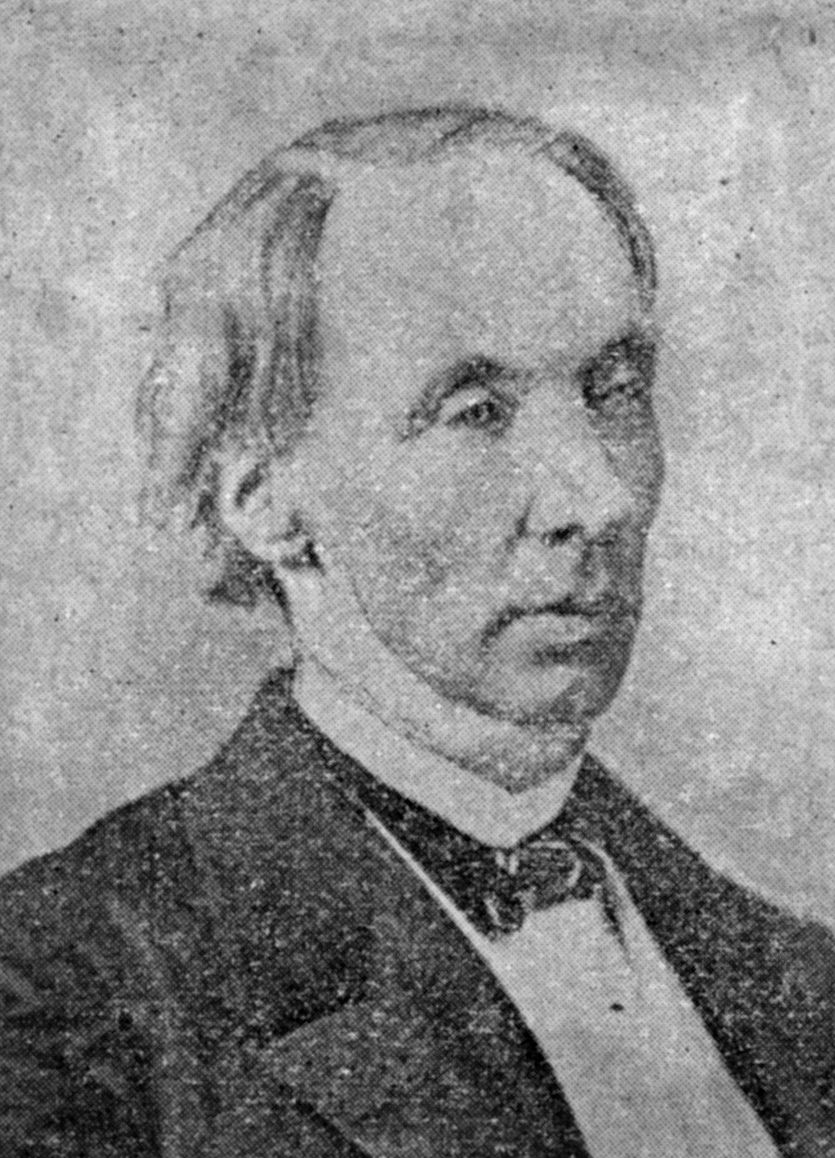
Robert Dale Owen escreveu o primeiro livro sobre controle de natalidade publicado nos EUA.

Embora os contraceptivos fossem relativamente comuns na sociedade de classe média e alta, o tema raramente era discutido em público. O primeiro livro impresso nos EUA que se aventurou a discutir contracepção foi Moral Physiology; or, A Brief and Plain Treatise on the Population Question, publicado por Robert Dale Owen em 1831. O livro sugeria que o planejamento familiar era um esforço louvável, e que a gratificação sexual – sem o objetivo de reprodução – não era imoral. Owen recomendou o coito, mas também abordou as esponjas e preservativos. Esse livro foi seguido por Fruits of Philosophy: The Private Companion of Young Married People, escrito em 1832 por Charles Knowlton, que recomendou a lavagem vaginal. Knowlton foi processado em Massachusetts por acusações de obscenidade e cumpriu três meses de prisão.
As práticas de controle de natalidade eram geralmente adotadas na Europa antes do que nos Estados Unidos. O livro de Knowlton foi reimpresso em 1877 na Inglaterra por Charles Bradlaugh e Annie Wood Besant, com o objetivo de desafiar as leis de obscenidade da Grã-Bretanha. Eles foram presos (e mais tarde absolvidos), mas a publicidade de seus julgamentos contribuiu para a formação, em 1877, da Liga Malthusiana – o primeiro grupo de defesa do controle de natalidade do mundo – que buscava limitar o crescimento da população para evitar as previsões devastadoras de Thomas Malthus sobre o crescimento exponencial da população, levando à pobreza mundial e à fome. Em 1930, organizações similares tinham sido estabelecidas em quase todos os países europeus e o controle de natalidade começou a ser aceito na maioria dos países da Europa Ocidental, exceto na Irlanda católica, na Espanha e na França. À medida que as organizações de controle de natalidade se espalhavam pela Europa, o mesmo ocorria com as clínicas de controle de natalidade. A primeira clínica deste tipo no mundo foi estabelecida na Holanda em 1882, administrada por Aletta Jacobs, a primeira médica holandesa. A primeira clínica de controle de natalidade na Inglaterra foi estabelecida em 1921 por Marie Stopes, em Londres.

### Contracepção ilegal

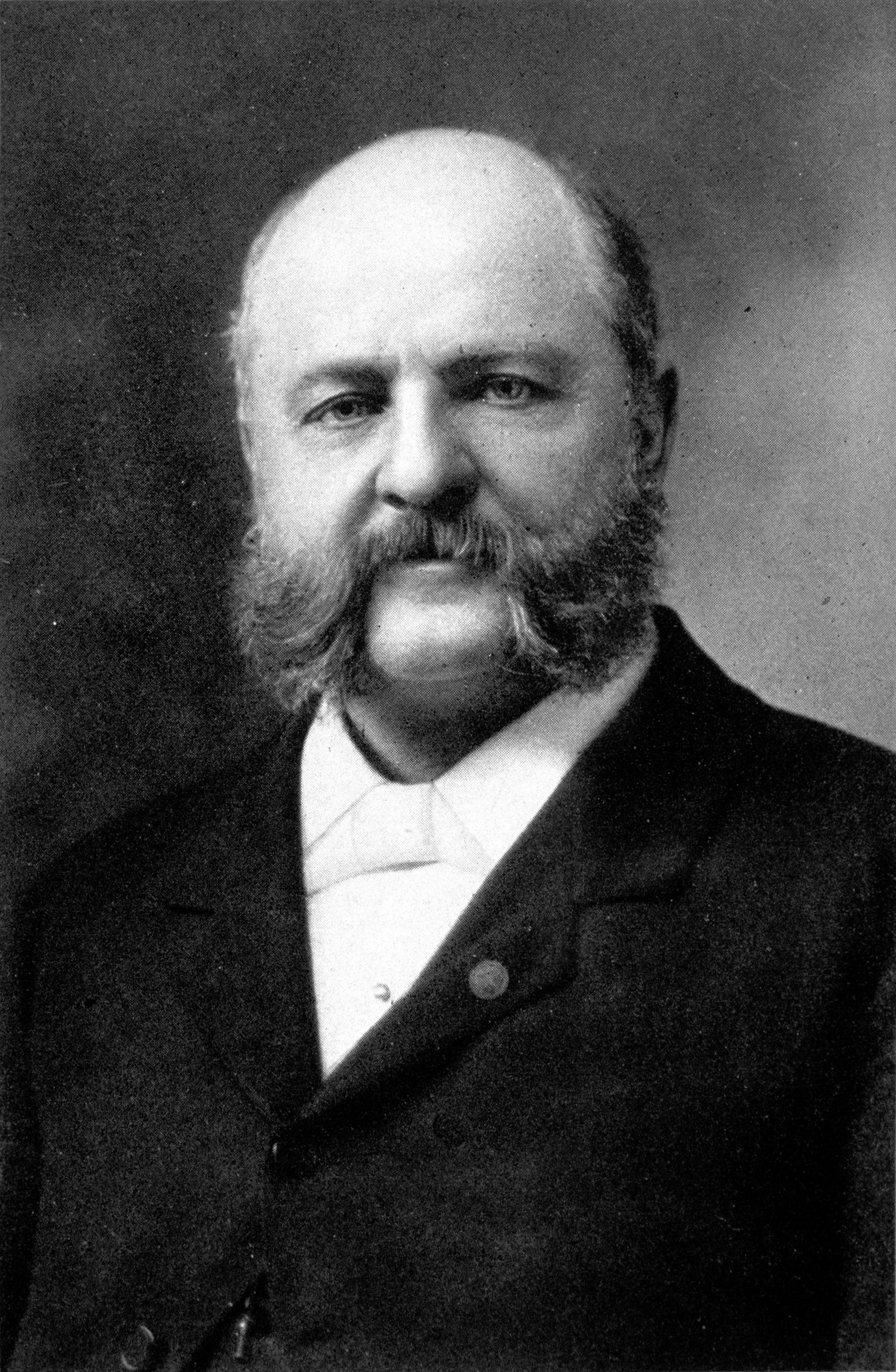
Anthony Comstock foi responsável por muitas leis anti-contracepção nos EUA.

A contracepção foi legal nos Estados Unidos durante a maior parte do século XIX, mas na década de 1870 um movimento de pureza social cresceu em força, visando proibir os vícios em geral, a prostituição e, em particular, a obscenidade. Composto principalmente por reformadores morais protestantes e mulheres da classe média, a campanha da era vitoriana também atacou a contracepção, que era vista como uma prática imoral que promovia a prostituição e a doença venérea. Anthony Comstock, um inspetor postal e líder do movimento, pressionou com sucesso a aprovação do Ato Comstock de 1873, uma lei federal que proibiu o envio de "qualquer artigo ou coisa projetada ou destinada a prevenir a concepção ou obter um aborto", bem como qualquer forma de informação contraceptiva. Muitos estados também aprovaram leis semelhantes (coletivamente conhecidas como leis Comstock), às vezes ampliando a lei federal e proibindo o uso de contraceptivos, bem como sua distribuição. Comstock estava orgulhoso do fato de ser pessoalmente responsável por milhares de prisões e a destruição de centenas de toneladas de livros e panfletos.
Comstock e seus aliados também apontaram para os libertários e utopistas que compunham o movimento pelo amor livre – uma iniciativa para promover a liberdade sexual, a igualdade para as mulheres e a abolição do casamento. Os defensores do amor livre foram o único grupo a se opor ativamente às leis de Comstock no século XIX, preparando o cenário para o movimento pelo controle de natalidade. Os esforços do movimento pelo amor livre não foram bem-sucedidos e, no início do século XX, os governos federal e estadual começaram a impor as leis Comstock de forma mais rigorosa. Em resposta, a contracepção tornou-se clandestina, mas não foi extinta. O número de publicações sobre o tema diminuiu e os anúncios, se fossem encontrados, usavam eufemismos como "ajudas conjugais" ou "dispositivos higiênicos". As farmácias continuaram a vender preservativos como "artigos de borracha" e capuzes cervicais como "defensores do útero".

## Início (1914–1916)

### Movimento pela liberdade de expressão

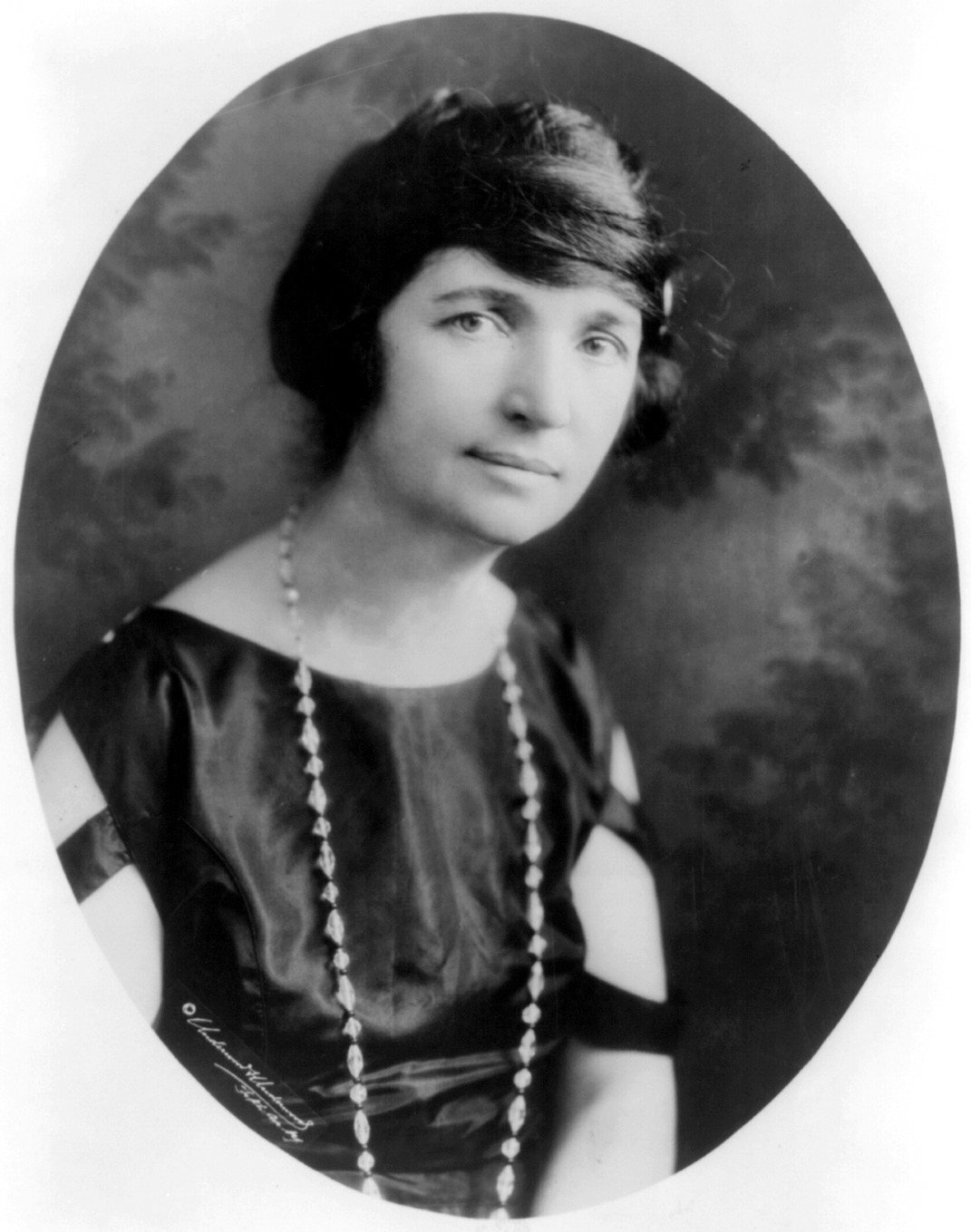
Margaret Sanger foi uma líder do movimento pelo controle de natalidade.

Na virada do século, surgiu um movimento enérgico, centrado em Greenwich Village, que procurou derrubar as proibições da liberdade de expressão. Apoiados por radicais, feministas, anarquistas e ateus como Ezra Heywood, Moses Harman e Emma Goldman, esses ativistas lutaram regularmente contra leis anti-obscenidade e, mais tarde, o esforço do governo para reprimir a fala crítica do envolvimento na Primeira Guerra Mundial. Antes de 1914, o movimento pela liberdade de expressão concentrou-se na política e raramente abordava a contracepção.
O círculo de radicais, socialistas e boêmios de Goldman foi agregado em 1912 por uma enfermeira, Margaret Sanger, cuja mãe passou por dezoito gestações em 22 anos e morreu aos cinquenta anos de tuberculose e câncer cervical. Em 1913, Sanger trabalhou no Lower East Side de Nova Iorque, muitas vezes com mulheres pobres que estavam sofrendo devido a partos frequentes e abortos autoinduzidos. Depois de um caso médico particularmente trágico, Sanger escreveu: "eu joguei minha mala de enfermagem na esquina e anunciei ... que nunca pegaria outro caso até ter permitido às mulheres trabalhadoras na América ter o conhecimento para controlar a natalidade." Sanger visitou bibliotecas públicas, procurando informações sobre contracepção, mas nada estava disponível. Ela ficou indignada pelo fato de que as mulheres da classe trabalhadora não obtinham contracepção, mas as mulheres da classe alta que tinham acesso a médicos particulares conseguiam.

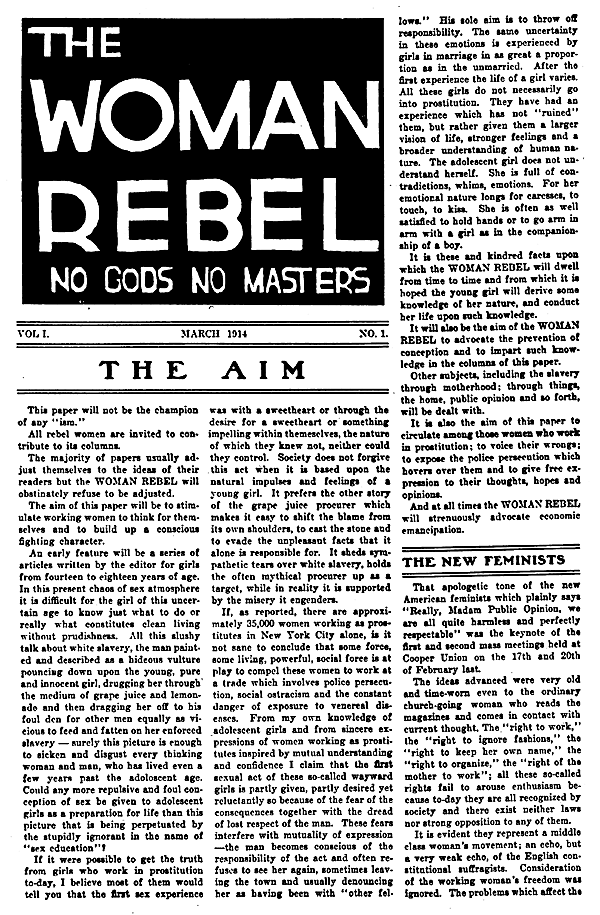
A primeira edição do The Woman Rebel, de março de 1914

Sob a influência de Goldman e da Liga da Liberdade de Expressão, Sanger tornou-se determinada a desafiar as leis de Comstock que proibiam a disseminação de informações contraceptivas. Com esse objetivo em mente, lançou em 1914 o The Woman Rebel, um boletim informativo mensal de oito páginas que promovia a contracepção usando o slogan "Sem Deuses, Sem Mestres", e proclamou que cada mulher deveria ser "a senhora absoluta de seu próprio corpo." Sanger inventou o termo controle de natalidade, que apareceu nas páginas de seu periódico como uma alternativa mais sincera aos eufemismos, como a limitação familiar.
O objetivo de Sanger de desafiar a lei foi cumprido quando foi indiciada em agosto de 1914, mas os promotores concentraram sua atenção em artigos que ela escreveu sobre o assassinato e o casamento, em vez da contracepção. Com medo de que fosse enviada para a prisão sem a oportunidade de defender o controle de natalidade na corte, refugiou-se na Inglaterra para fugir da prisão.
Enquanto Sanger estava na Europa, seu marido, William, continuou seu trabalho, o que levou à sua prisão depois que distribuiu uma cópia de um panfleto sobre o controle de natalidade para um trabalhador postal infiltrado. A prisão e sua sentença de trinta dias levaram várias publicações tradicionais, incluindo Harper's Weekly e New-York Tribune, a publicar artigos sobre a controvérsia do controle de natalidade. Emma Goldman e Ben Reitman viajaram pelo país, discursando em apoio aos Sangers e distribuindo cópias do panfleto de Sanger Family Limitation. O exílio de Sanger e a prisão de seu marido impulsionaram o movimento pelo controle de natalidade para a vanguarda das novidades norte-americanas.

### Primeiras organizações de controle de natalidade
Na primavera de 1915, apoiadores dos Sangers – liderados por Mary Dennett – formaram a Liga Nacional de Controle de Natalidade (NBCL), que foi a primeira organização norte-americana de controle de natalidade. Ao longo de 1915, organizações regionais menores foram formadas em São Francisco, Portland, Seattle e Los Angeles.
Sanger retornou aos Estados Unidos em outubro de 1915. Ela planejava abrir uma clínica de controle de natalidade modelada na primeira clínica desse tipo no mundo, a qual havia visitado em Amsterdã. Mas primeiro teve que lutar contra as acusações pendentes contra si. O notável advogado Clarence Darrow ofereceu-se para defendê-la gratuitamente, mas, pressionado pela opinião pública, o governo retirou as acusações no início de 1916. Sem mais a ameaça da prisão, Sanger embarcou em uma bem-sucedida turnê de palestras em todo o país, que a levou para a liderança do movimento pelo controle de natalidade nos EUA. Outras figuras importantes, como William J. Robinson e Mary Dennett, optaram por trabalhar em segundo plano, ou voltaram sua atenção para outras causas. Mais tarde, em 1916, Sanger viajou a Boston para prestar seu apoio à Liga pelo Controle de Natalidade de Massachusetts e ao ativista Van Kleeck Allison.

### Primeira clínica de controle de natalidade
Durante a turnê de Sanger em 1916, ela promoveu clínicas de controle de natalidade com base no modelo holandês, que observara durante sua viagem à Europa em 1914. Embora tenha inspirado muitas comunidades locais a criar ligas de controle de natalidade, nenhuma clínica foi estabelecida. Sanger então resolveu criar uma clínica do tipo em Nova Iorque que proporcionaria serviços gratuitos de contraceptivos às mulheres. A legislação estadual proibia a distribuição de contraceptivos ou mesmo informações sobre o tema, mas Sanger esperava explorar uma cláusula na lei que permitia aos médicos prescrever contraceptivos para prevenção de doenças. Em 16 de outubro de 1916, abriu a clínica Brownsville no Brooklyn; foi um sucesso imediato, com mais de cem mulheres visitando no primeiro dia. Poucos dias depois, uma policial infiltrada comprou um capuz cervical na clínica e Sanger foi presa. Recusando-se a andar, Sanger e um colega de trabalho foram arrastados para fora da clínica por policiais. A clínica foi fechada, e outra desta categoria só foi aberta nos Estados Unidos em 1923.
O julgamento de Sanger começou em janeiro de 1917. Ela foi apoiada por um grande número de mulheres ricas e influentes que se uniram para formar o Comitê dos Cem, que foi dedicado a angariar fundos para Sanger e a Liga Nacional de Controle de Natalidade. O comitê também começou a publicar o jornal mensal Birth Control Review, e estabeleceu uma rede de conexões para poderosos políticos, ativistas e figuras da imprensa. Apesar do forte apoio, Sanger foi condenada; o juiz ofereceu uma sentença indulgente se ela prometesse não violar a lei novamente, mas Sanger respondeu: "Não posso respeitar a lei como ela existe hoje." Ela cumpriu uma pena de trinta dias de prisão.
Outros ativistas também estavam pressionando pelo progresso. Emma Goldman foi presa em 1916 por divulgar informações sobre controle de natalidade, e Abraham Jacobi tentou, sem sucesso, persuadir a comunidade médica de Nova Iorque a pressionar por uma mudança na legislação que dispensasse a prescrição dos médicos para o uso de meios contraceptivos.

## Aceitação nas principais correntes (1917–1923)

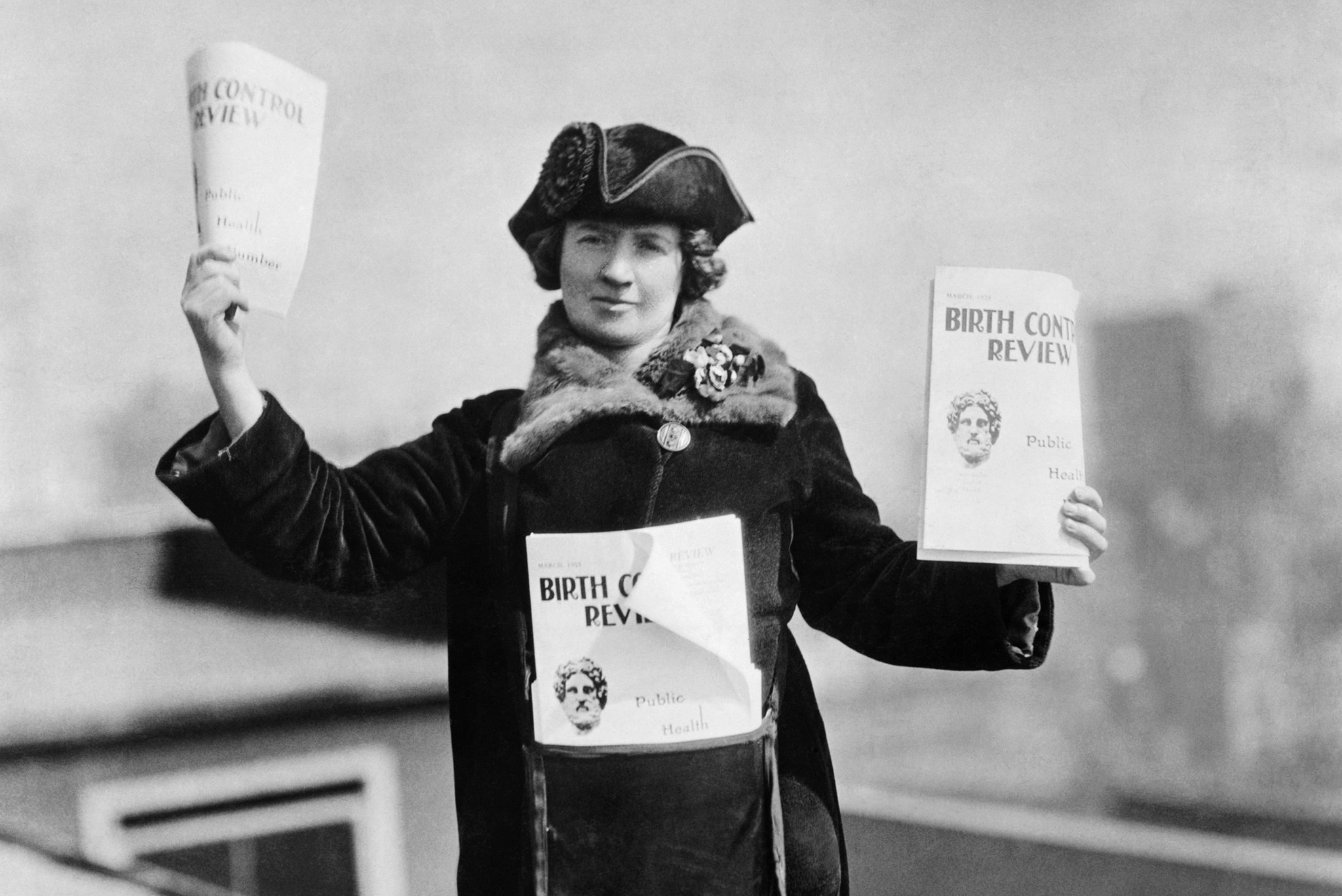
Kitty Marion segurando cópias da Birth Control Review, publicada mensalmente de 1917 a 1940.

A publicidade do julgamento de Sanger gerou imenso entusiasmo pela causa e, no final de 1917, havia mais de trinta organizações de controle de natalidade nos Estados Unidos. Sanger era sempre astuta sobre as relações públicas, e aproveitou tal publicidade para avançar suas causas. Após o julgamento, ela emergiu como a líder mais visível do movimento. Outros líderes, como William J. Robinson, Mary Dennett e Blanche Ames Ames, não podiam combinar o carisma, charme e fervor de Sanger.
O movimento estava evoluindo de raízes radicais e de classe trabalhadora para uma campanha apoiada por mulheres da sociedade e profissionais liberais. Sanger e seus colegas defensores começaram a diminuir a sua retórica radical e, em vez disso, enfatizaram os benefícios socioeconômicos do controle de natalidade, uma política que levou a uma crescente aceitação pelos norte-americanos tradicionais. A cobertura da mídia aumentou, e vários filmes mudos produzidos na década de 1910 apresentaram o controle de natalidade como um tema (incluindo Birth Control, produzido por Sanger e estrelado por ela mesma).

Um desenho editorial de 1923 da Birth Control Review, em que uma mulher aparece acorrentada a uma bola de ferro, onde se lê "bebês indesejados"

A oposição ao controle de natalidade permaneceu forte: as legislaturas estaduais recusaram-se a legalizar a contracepção ou a distribuição de informações contraceptivas; líderes religiosos manifestaram-se, atacando mulheres que escolhiam "comodidade e moda" ao invés da maternidade; e os eugenistas estavam preocupados com a possibilidade do controle de natalidade exacerbar o diferencial da taxa de natalidade entre os norte-americanos brancos e negros ou imigrantes.

Sanger formou a Companhia Editorial das Mulheres de Nova Iorque (NYWPC) em 1918 e, sob seus auspícios, tornou-se a editora da Birth Control Review. A ativista britânica pelo sufrágio feminino Kitty Marion vendeu a revista a vinte centavos por cópia, resistindo a ameaças de morte, interrupções, cuspidas, agressões físicas e assédio policial. Ao longo dos dez anos seguintes, Marion foi presa nove vezes por conta de sua defesa do controle de natalidade.

### Vitória legal
Sanger recorreu de sua sentença de 1917 e conseguiu uma vitória mista em uma decisão unânime do Tribunal de Apelações de Nova Iorque, escrita pelo Frederick E. Crane em 1918. A opinião do tribunal confirmou sua condenação, mas indicou que os tribunais estariam dispostos a permitir a contracepção se prescrita pelos médicos. Esta decisão só era aplicável em Nova Iorque, onde surgiu a oportunidade para a criação de clínicas de controle de natalidade sob supervisão médica. A própria Sanger não aproveitou imediatamente a oportunidade, esperando erroneamente que a profissão médica liderasse o caminho; em vez disso, ela se concentrou em escrever e dar palestras.

### Primeira Guerra Mundial e preservativos
O movimento pelo controle de natalidade recebeu um impulso inesperado durante a Primeira Guerra Mundial, como resultado de uma crise que os militares dos EUA experimentaram quando muitos de seus soldados foram diagnosticados com sífilis ou gonorreia. Os militares empreenderam uma extensa campanha de educação, com foco na abstinência, mas também oferecendo algumas orientações contraceptivas. Os militares, sob a pressão de defensores da pureza, não distribuíram preservativos, nem concordaram com seu uso, tornando os EUA a única força militar na Primeira Guerra Mundial que não forneceu preservativos às suas tropas. Quando os soldados norte-americanos estavam na Europa, eles encontraram preservativos de borracha prontamente disponíveis, e quando voltaram para seu país, continuaram a usar o preservativo como seu método preferido de controle de natalidade. A campanha anti-venérea das forças armadas marcou um grande momento decisivo para o movimento: era a primeira vez que uma instituição governamental se dedicava a uma discussão pública e contínua de assuntos sexuais. O discurso público do governo mudou o sexo de um tópico secreto para um tema legítimo de pesquisa científica, e transformou a contracepção de uma questão de moral para uma questão de saúde pública.

### Esforços legislativos

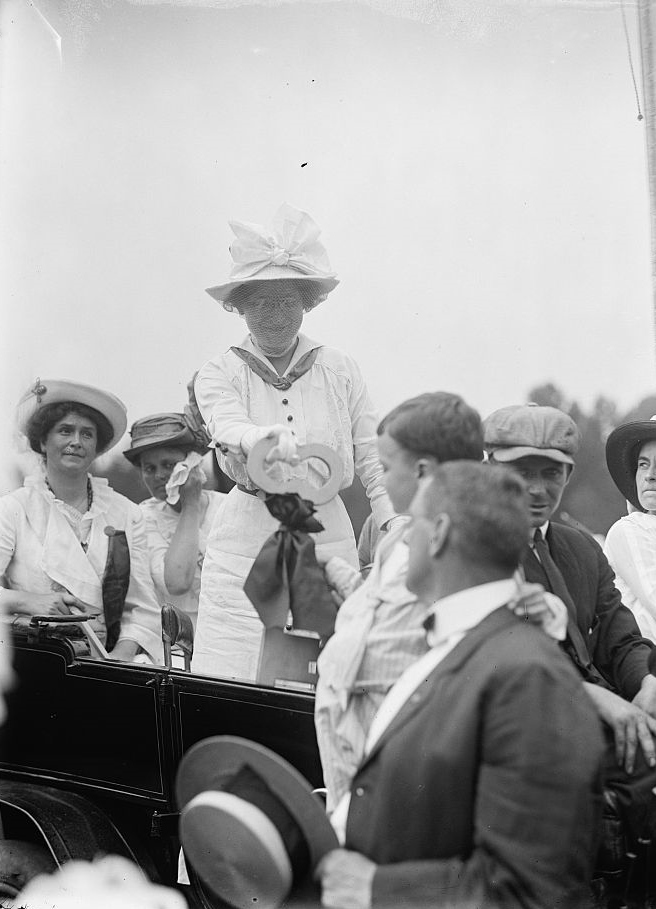
Mary Dennett em 1913.

Durante a Primeira Guerra Mundial, Mary Dennett concentrou seus esforços no movimento pela paz, mas voltou ao movimento pelo controle de natalidade em 1918. Ela continuou a liderar a NBCL e colaborou com a NYWPC de Sanger. Em 1919, Dennett publicou um panfleto educacional amplamente distribuído, The Sex Side of Life, que tratava o sexo como um ato natural e prazeroso. No entanto, no mesmo ano, frustrada com a falta crônica de financiamento do NBCL, Dennett afastou-se e formou a Liga da Paternidade Voluntária (VPL). Tanto Dennett como Sanger propuseram mudanças legislativas que legalizariam o controle de natalidade, mas elas seguiram diferentes abordagens: Sanger aprovou a contracepção, mas apenas sob a supervisão de um médico; Dennett pressionou por acesso irrestrito à contracepção. Sanger, uma proponente dos diafragmas, estava preocupada com a possibilidade de que o acesso irrestrito resultaria em diafragmas mal ajustados e levaria ao charlatanismo médico. Denett estava preocupada com a chance de que exigir que as mulheres recebessem prescrições de médicos iria evitar que as mulheres pobres recebessem contracepção, e estava preocupada com a falta de médicos treinados a trabalhar com o controle de natalidade. Ambas as iniciativas legislativas falharam, em parte porque alguns legisladores sentiam que o medo da gravidez era o único fator que mantinha as mulheres castas. No início da década de 1920, a posição de liderança de Sanger no movimento se solidificou devido a suas frequentes palestras públicas e por ter tomado medidas para excluir Dennett de reuniões e eventos.

### Liga Americana de Controle de Natalidade

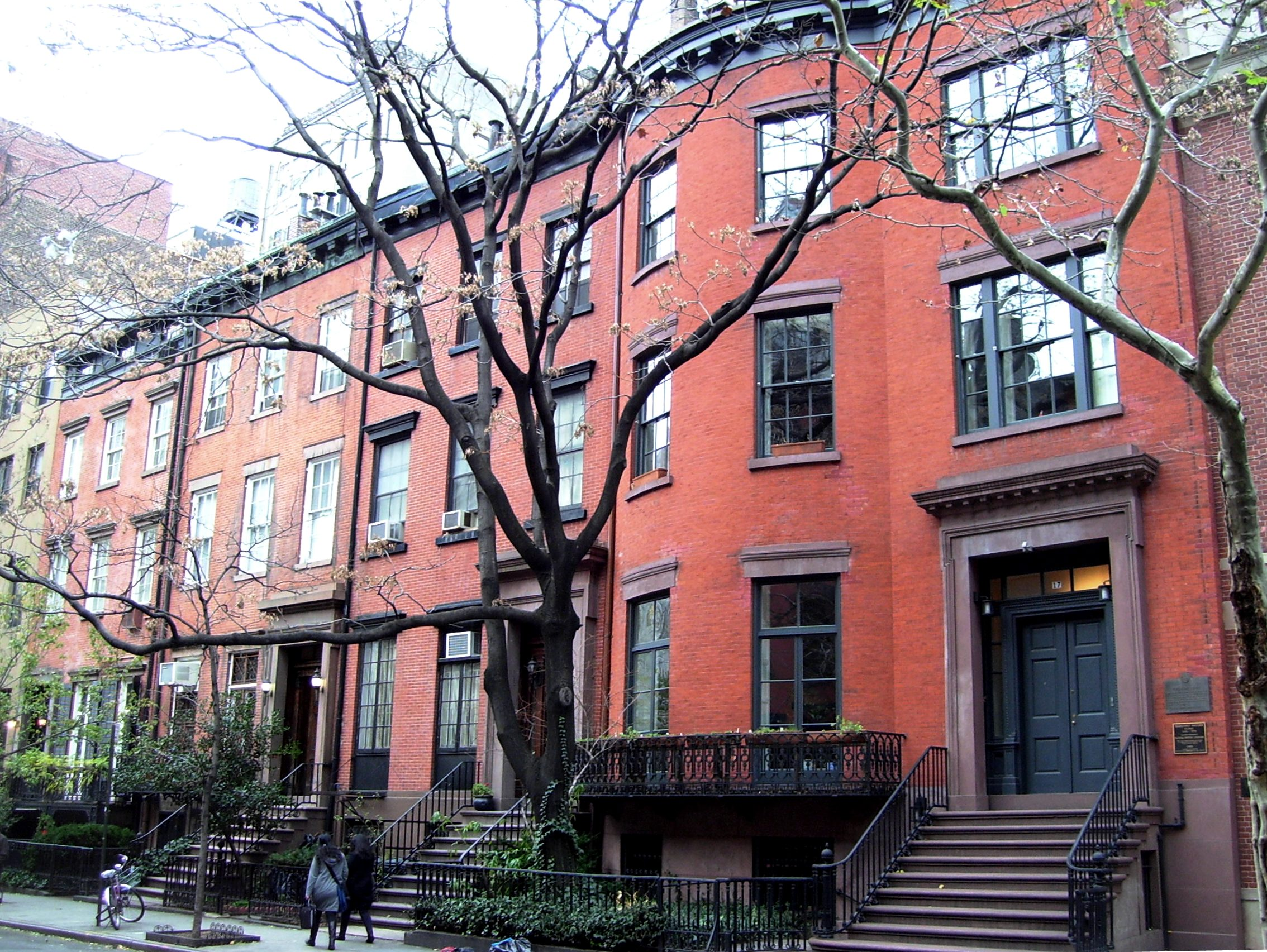
A Agência de Pesquisa Clínica operou a partir deste edifício de Nova Iorque entre 1930 a 1973

"Consideramos que as crianças deveriam ser (1) Concebidas no amor; (2) Nascidas do desejo consciente da mãe; (3) E unicamente geradas em condições que tornam possível a promoção da saúde. Portanto, consideramos que toda mulher deve possuir o poder e a liberdade para evitar a concepção, exceto quando essas condições podem ser satisfeitas."

Declaração de fundação da Liga Americana de Controle de Natalidade
Embora Sanger estivesse ocupada publicando a Birth Control Review durante os anos de 1919–1920, ela não era formalmente afiliada a nenhuma das principais organizações de controle de natalidade (NBCL ou VPL) durante esse período. Em 1921, ficou convencida de que precisava se associar a uma entidade formal para ganhar o apoio das sociedades profissionais e da comunidade científica. Em vez de se juntar a uma organização existente, considerou criar uma nova. Em um primeiro passo, organizou a Primeira Conferência Americana de Controle da Natalidade, realizada em novembro de 1921 na cidade de Nova Iorque. Na noite final da conferência, quando Sanger se preparava para dar uma palestra no teatro da Prefeitura, a polícia invadiu a reunião e a prendeu por conduta desordeira, mas foi logo solta. No dia seguinte, revelou-se que Patrick Joseph Hayes, o arcebispo de Nova Iorque, pressionara a polícia para encerrar a reunião. O ocorrido na Prefeitura foi um momento crucial para o movimento: a oposição do governo e da comunidade médica desapareceu, e a Igreja Católica surgiu como a oponente mais ruidoso. Após a conferência, Sanger e seus apoiadores estabeleceram a Liga Americana de Controle de Natalidade (ABCL).

### Segunda clínica de controle de natalidade
Quatro anos depois de o Tribunal de Apelações de Nova Iorque ter aberto as portas para que médicos prescrevessem contraceptivos, Sanger abriu uma segunda clínica de controle de natalidade, que contava com médicos para torná-la legal sob essa decisão judicial (a primeira clínica empregava enfermeiros). Esta segunda clínica, a Agência de Pesquisas Clínicas (CRB), abriu em 2 de janeiro de 1923. Para evitar o assédio policial, a existência da clínica não foi divulgada, a sua principal missão foi declarada como a realização de pesquisas científicas, e apenas fornecia serviços a mulheres casadas. A existência da clínica foi finalmente anunciada ao público em dezembro de 1923, mas desta vez não houve prisões ou controvérsias. Isso convenceu os ativistas de que, depois de dez anos de luta, o controle de natalidade finalmente se tornara amplamente aceito nos Estados Unidos. A CRB foi a primeira clínica legal de controle de natalidade nos Estados Unidos e rapidamente se transformou no principal centro de pesquisa de anticoncepcionais do mundo.

## Progresso e contratempos (décadas de 1920 a 1940)

### Aceitação generalizada

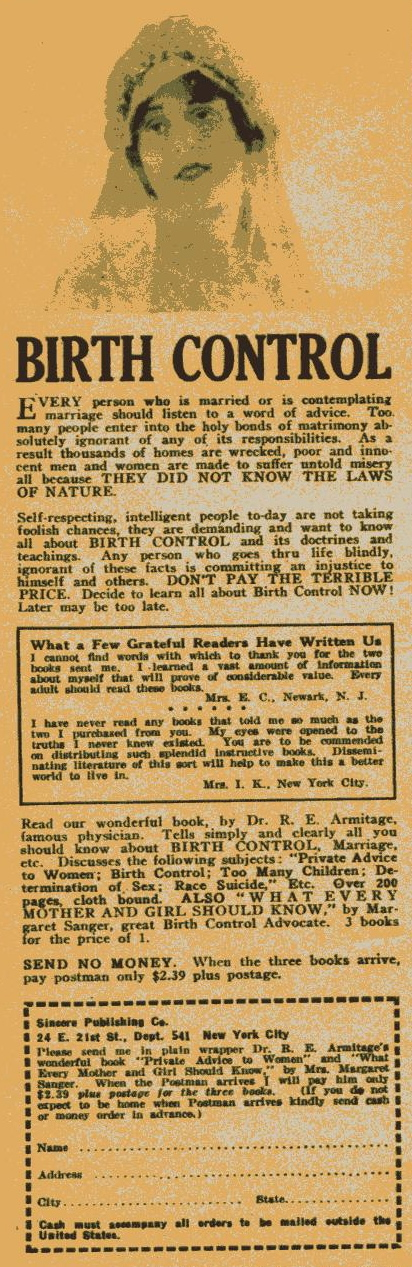
Anúncio de 1926

Após a abertura bem-sucedida da CRB em 1923, a discussão pública sobre contracepção tornou-se mais comum, e o termo "controle de natalidade" tornou-se firmemente estabelecido no vernáculo da nação. Das centenas de referências ao controle de natalidade em revistas e jornais da década de 1920, mais de dois terços eram favoráveis. A disponibilidade da contracepção sinalizou o fim da moralidade mais rigorosa da era vitoriana, e introduziu o surgimento de uma sociedade mais sexualmente permissiva. Outros fatores que contribuíram para as novas normas sexuais incluíram a maior mobilidade trazida pelo automóvel, os estilos de vida urbanos anônimos e a euforia pós-guerra. Os sociólogos que pesquisaram as mulheres em Muncie, Indiana, em 1925, descobriram que todas as mulheres da classe alta aprovavam o controle de natalidade e mais de 80% das mulheres da classe trabalhadora tinham a mesma opinião. A taxa de natalidade nos Estados Unidos diminuiu 20% entre 1920 e 1930, principalmente devido ao aumento do uso do controle de natalidade.

### Oposição
Embora as clínicas tenham se tornado mais comuns no final da década de 1920, o movimento ainda enfrentava desafios significativos: grandes setores da comunidade médica ainda eram resistentes ao controle de natalidade; os defensores foram colocados na lista negra pela indústria de rádio; e as leis estaduais e federais – embora geralmente não aplicadas – continuavam a proibir a contracepção.
O adversário mais significativo para o controle de natalidade foi a Igreja Católica, que mobilizou a oposição em muitos locais durante a década de 1920. Os católicos persuadiram o conselho municipal de Syracuse a proibir Sanger de dar um discurso em 1924; uma conferência católica pressionou contra o controle de natalidade; os Cavaleiros de Colombo boicotaram hotéis que organizavam eventos sobre controle de natalidade; o comissário católico de polícia de Albany impediu que Sanger discursasse; o prefeito católico de Boston, James Curley, proibiu Sanger de falar em público; e várias empresas de cinejornal, sucumbindo à pressão dos católicos, recusaram-se a cobrir histórias relacionadas ao controle de natalidade. A ABCL transformou em vantagem alguns de seus eventos boicotados, convidando a imprensa, e a cobertura de notícias resultante muitas vezes gerou simpatia pública por sua causa. No entanto, o lobby católico foi particularmente eficaz na arena legislativa, onde seus argumentoss – de que a contracepção era anormal, prejudicial e indecente – impediu várias iniciativas, incluindo uma tentativa, em 1924, de Mary Dennett de revogar as leis federais anti-contracepção.
Dezenas de clínicas de controle de natalidade foram abertas nos Estados Unidos durante a década de 1920, mas não sem incidentes. Em 1929, a polícia nova-iorquina invadiu uma clínica em Nova Iorque e prendeu dois médicos e três enfermeiros por distribuírem informações contraceptivas que não estavam relacionadas com a prevenção de doenças. A ABCL conseguiu uma grande vitória no julgamento, quando o juiz determinou que o uso de contraceptivos para aumentar o espaço de tempo entre as gestações era um tratamento médico legítimo que beneficiava a saúde da mãe. O julgamento, no qual muitos médicos proeminentes serviram como testemunhas de defesa, trouxe um grande segmento da comunidade médica para o lado dos defensores do controle de natalidade.

### Eugênicos e raça

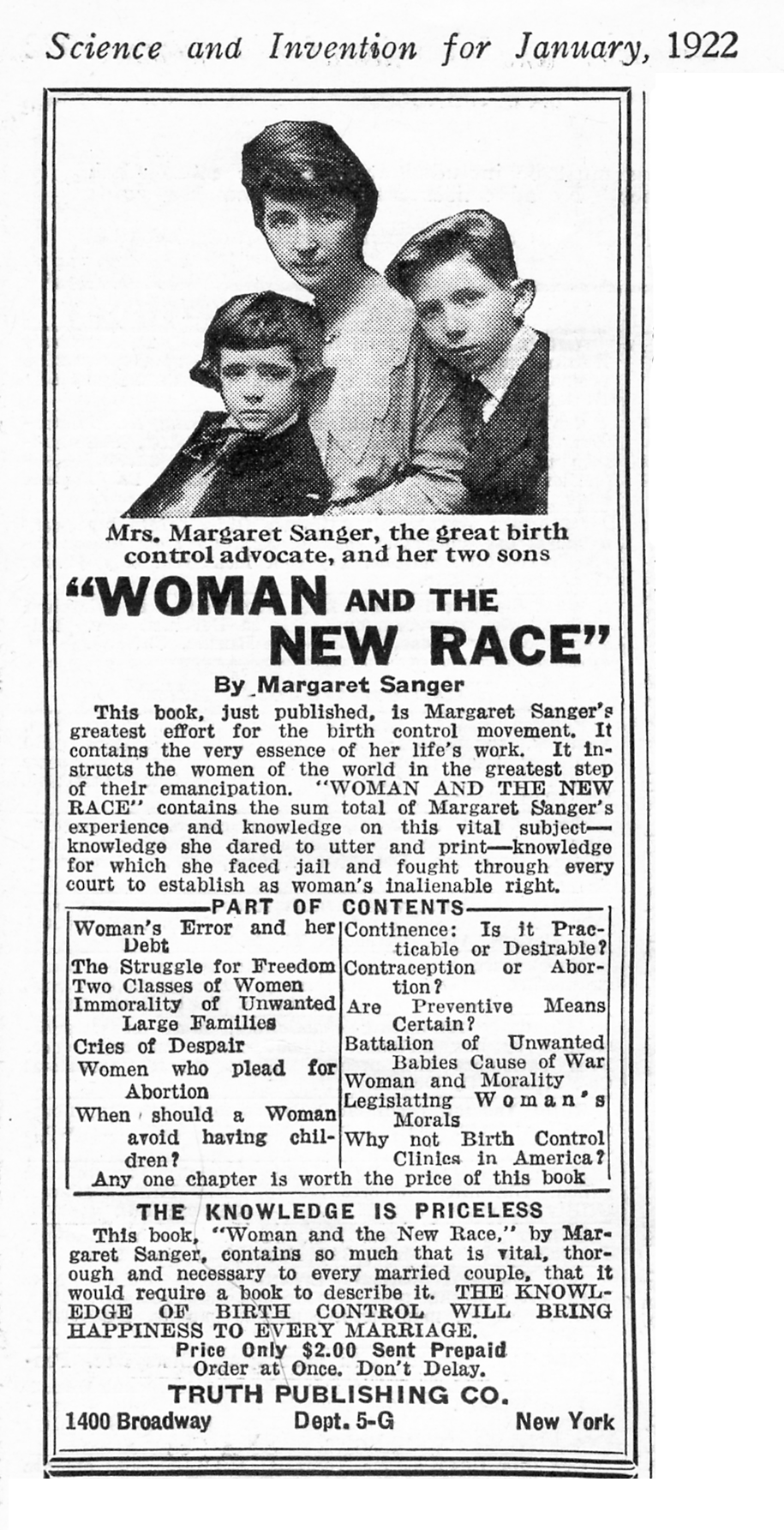
O livro de Sanger de 1920 endossou a eugenia

Antes do advento do movimento pelo controle de natalidade, a eugenia tornou-se muito popular na Europa e nos EUA, e o assunto foi amplamente discutido em artigos, filmes e palestras. Os eugenistas tinham sentimentos contraditórios sobre o controle de natalidade: eles estavam preocupados de que isso exacerbasse o diferencial da taxa de natalidade entre as raças "superior" e "inferior", mas também reconheciam seu valor como uma ferramenta para "melhoria racial". Os líderes do movimento pelo controle de natalidade nunca consideraram a eugenia como seu principal objetivo, concentrando-se, em vez disso, na liberdade de expressão e nos direitos das mulheres, mas em 1920 começaram a ter uma causa em comum com os eugenistas, na esperança de ampliar a base de sua causa. A eugenia reforçava os objetivos do movimento, correlacionando nascimentos excessivos com aumento da pobreza, crime e doença. Sanger publicou dois livros no início da década de 1920 que endossaram a eugenia: Woman and the New Race e The Pivot of Civilization. Sanger e outros defensores endossaram a eugenia negativa (desencorajando a procriação de pessoas "inferiores"), mas não defenderam a eutanásia ou a eugenia positiva (incentivando a procriação de pessoas "superiores"). Muitos eugenistas se recusaram a apoiar o movimento devido à insistência de Sanger de que o dever primário de uma mulher era consigo mesma e não com o estado.
Como muitos norte-americanos brancos nos EUA na década de 1930, alguns líderes do movimento pelo controle de natalidade acreditavam que as raças de pele mais clara eram superiores às raças de pele mais escura. Eles presumiam que os afro-americanos estavam intelectualmente atrasados, seriam relativamente incompetentes na gestão de sua própria saúde e exigiriam supervisão especial dos brancos. O domínio dos brancos na liderança e na equipe médica do movimento resultou em acusações de racismo dos negros e suspeitas de que o "suicídio racial" seria uma consequência da adoção em grande escala do controle de natalidade. Essas suspeitas foram mal interpretadas por alguns dos defensores brancos do controle de natalidade como falta de interesse pela contracepção.

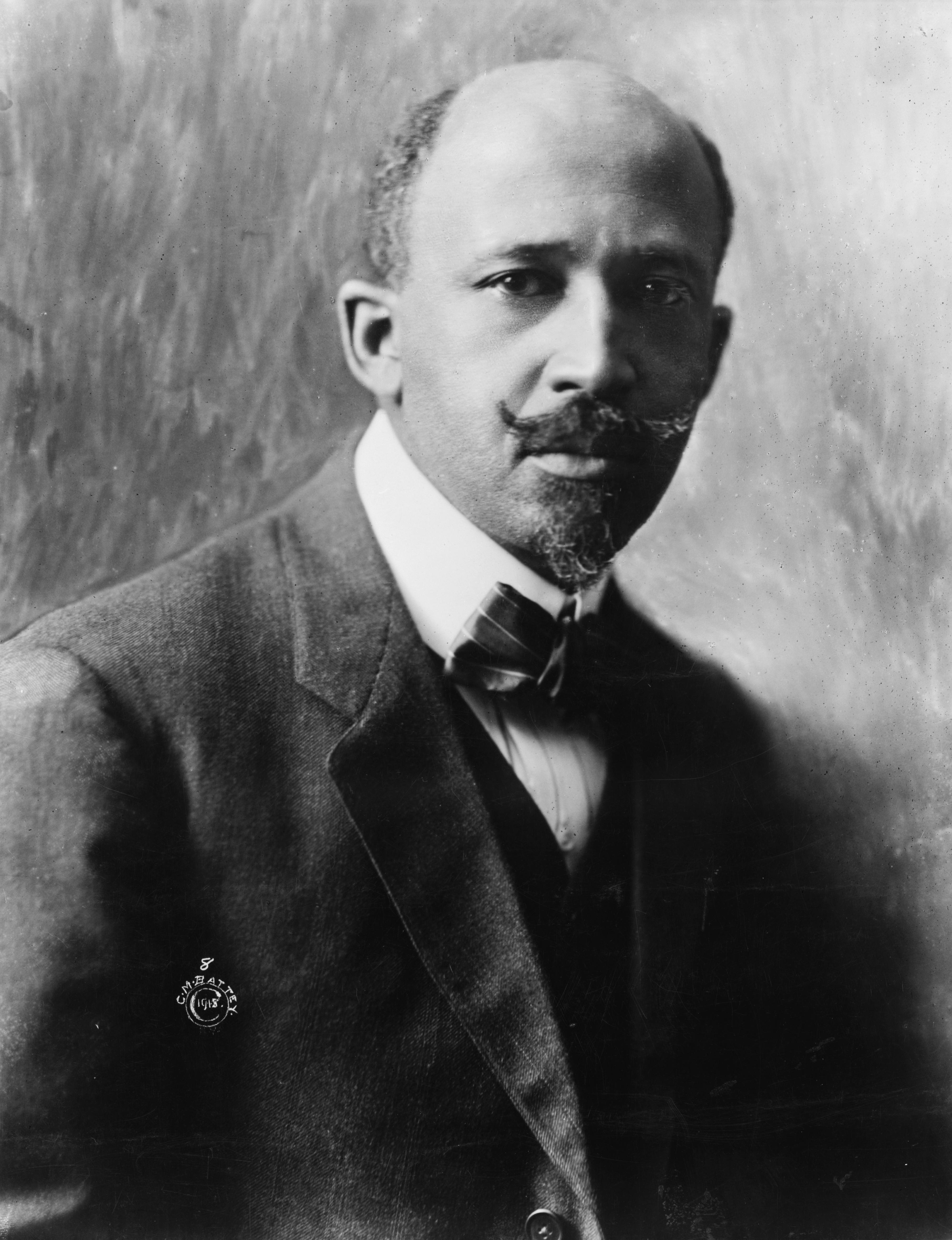
W. E. B. Du Bois serviu no conselho da clínica de controle de natalidade no Harlem.

Apesar dessas suspeitas, muitos líderes afro-americanos apoiaram os esforços para fornecer controle de natalidade à comunidade afro-americana. Em 1929, James H. Hubert, trabalhador social negro e líder da Liga Urbana de Nova Iorque, pediu a Sanger para abrir uma clínica no Harlem. Sanger conseguiu um financiamento do Fundo Julius Rosenwald e abriu a clínica, com médicos afro-americanos, em 1930. A clínica foi guiada por um conselho consultivo de quinze membros composto por médicos, enfermeiros, clérigos, jornalistas e assistentes sociais afro-americanos. Foi divulgada na imprensa afro-americana e nas igrejas afro-americanas, e recebeu a aprovação de W. E. B. Du Bois, co-fundador da Associação Nacional para o Progresso de Pessoas de Cor (NAACP). No início da década de 1940, a Federação de Controle de Natalidade da América (BCFA) iniciou um programa chamado Projeto Negro, gerido por sua Divisão de Serviço Negro (DNS). Tal como aconteceu com a clínica Harlem, o principal objetivo do DNS e seus programas era melhorar a saúde materna e infantil. Com base em seu trabalho na clínica do Harlem, Sanger sugeriu ao DNS que os afro-americanos eram mais propensos a seguir conselhos de um médico de sua própria raça, mas outros líderes prevaleceram e insistiram que brancos fossem empregados nos esforços de divulgação. As ações e declarações discriminatórias dos líderes do movimento durante as décadas de 1920 e 1930 levaram a alegações contínuas de que o movimento era racista.

### Expansão da disponibilidade

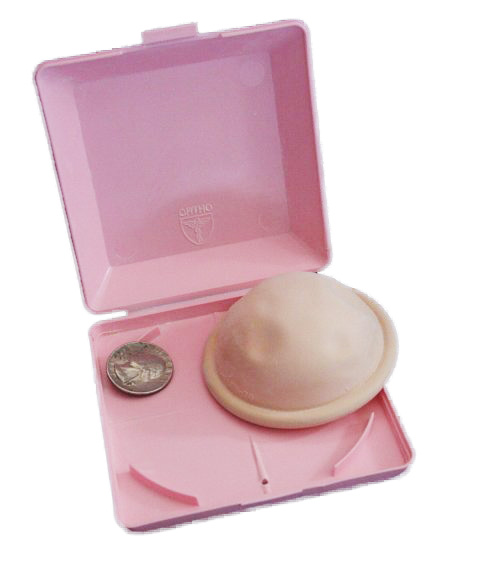
Os diafragmas eram o mecanismo de controle de natalidade feminino mais comum antes da pílula.

Duas importantes decisões legais na década de 1930 ajudaram a aumentar a acessibilidade dos contraceptivos. Em 1930, dois fabricantes de preservativos processaram-se mutuamente no caso Youngs Rubber, e o juiz determinou que a fabricação de anticoncepcionais era um negócio comercial legítimo. Ele foi além e declarou que a lei federal que proibia o envio de preservativos não era legalmente válida. Sanger precipitou um segundo avanço legal quando encomendou um diafragma do Japão em 1932, na esperança de provocar uma batalha decisiva nos tribunais. O diafragma foi confiscado pelo governo dos Estados Unidos, e o subsequente recurso judicial de Sanger levou a uma decisão proferida pelo juiz Augustus Hand no caso Um Pacote em 1936. Sua decisão anulou uma cláusula importante das leis anticonceptivas que proibiam os médicos de obterem contraceptivos. Esta vitória no tribunal motivou a Associação Médica Americana a em 1937 finalmente adotar a contracepção como um serviço médico normal e um componente central dos currículos das faculdades de medicina. No entanto, a comunidade médica demorou a aceitar essa nova responsabilidade, e as mulheres continuaram a confiar em conselhos inseguros e ineficazes sobre contraceptivos e em fontes mal informadas até a década de 1960.
Em 1938, mais de quatrocentos fabricantes de contraceptivos estavam no mercado, mais de seiscentas marcas de contraceptivos femininos estavam disponíveis e as receitas da indústria excederam US$ 250 milhões por ano. Os preservativos eram vendidos em máquinas de venda automáticas em alguns banheiros públicos. Embora se tenham tornado comuns na década de 1930, as feministas do movimento sentiram que o controle de natalidade deveria ser prerrogativa da mulher, e continuaram a pressionar pelo desenvolvimento de um anticoncepcional que estivesse sob o controle da mulher, uma campanha que, em última instância, levou à pílula anticoncepcional décadas depois. Para aumentar a disponibilidade de anticoncepcionais de alta qualidade, os defensores do controle de natalidade estabeleceram a empresa Holland-Rantos para fabricar anticoncepcionais – principalmente os diafragmas, que eram o método recomendado por Sanger. Na década de 1930, o diafragma com gelatina espermicida tornou-se a forma mais comum de contracepção prescrita; em 1938, os contraceptivos femininos representavam 85% das vendas anuais de contraceptivos.

### Paternidade Planejada
A batalha judicial Um Pacote de 1936 levou duas organizações – a ABCL e a Agência de Pesquisas Clínicas de Controle de Natalidade – a se juntarem para criar um esforço de defesa bem-sucedido. Os líderes de ambos os grupos consideraram este um momento auspicioso para fundir as duas organizações e, em 1937, o Conselho de Controle de Natalidade da América, sob a liderança de Sanger, foi formado para efetivar uma consolidação. O esforço finalmente levou à fusão das duas organizações em 1939, dando origem à Federação de Controle de Natalidade da América (BCFA). Embora Sanger continuasse no cargo de presidente, ela não exercia mais o mesmo poder que tinha nos primeiros anos do movimento e, em 1942, forças mais conservadoras dentro da organização mudaram o nome para Federação de Paternidade Planejada da América, um nome que Sanger objetou por ter considerado eufemístico. Após a Segunda Guerra Mundial, a liderança da Paternidade Planejada parou de enfatizar o feminismo radical e centrou a atenção em temas mais moderados, como o planejamento familiar e a política populacional. O movimento para legalizar o controle de natalidade chegou a uma conclusão gradual ao mesmo tempo que a Paternidade Planejada foi formada. Em 1942, havia mais de quatrocentas organizações de controle de natalidade nos Estados Unidos, a contracepção era plenamente aceita pela profissão médica, e as leis anti-contraceptivas de Comstock eram raramente aplicadas.

## Legalização e consequências
Após a Segunda Guerra Mundial, a defesa dos direitos reprodutivos passou a uma nova era que se concentrou no aborto, no financiamento público e na cobertura de seguro. A defesa do controle de natalidade também assumiu um aspecto global à medida que organizações em todo o mundo começaram a colaborar. Em 1946, Sanger ajudou a fundar o Comitê Internacional de Paternidade Planejada, que evoluiu para a Federação Internacional de Paternidade Planejada e logo se tornou a maior organização internacional de planejamento familiar não governamental do mundo. Em 1952, John D. Rockefeller III fundou o influente Conselho da População. O medo da superpopulação global tornou-se um problema importante na década de 1960, gerando preocupações sobre a poluição, a escassez de alimentos e a qualidade de vida, levando a campanhas de controle de natalidade bem financiadas em todo o mundo. A Conferência Internacional sobre População e Desenvolvimento de 1994 e a Quarta Conferência Mundial sobre as Mulheres de 1995 abordaram o controle de natalidade e influenciaram as declarações de direitos humanos que afirmaram o direito das mulheres de controlar seus próprios corpos.
Nos Estados Unidos, uma enxurrada de ações legais nos anos 1960 e 1970 mudou o panorama dos direitos reprodutivos. Em 1965, a Suprema Corte decidiu em Griswold v. Connecticut que era inconstitucional que o governo proibisse os casados de usar o controle de natalidade. Em 1967, o ativista Bill Baird foi preso por distribuir uma espuma contraceptiva e um preservativo para um aluno durante uma palestra sobre controle de natalidade e aborto na Universidade de Boston. O recurso de Baird contra sua condenação resultou no caso da Suprema Corte Eisenstadt v. Baird (1972), que ampliou o estabelecido pelo caso Griswold v. Connecticut para casais não casados e, portanto, legalizou o controle de natalidade para todos os norte-americanos. Em 1970, o Congresso finalmente removeu as referências à contracepção das leis federais anti-obscenidade. Em 1973, a decisão proferida em Roe v. Wade legalizou o aborto durante o primeiro trimestre da gravidez.

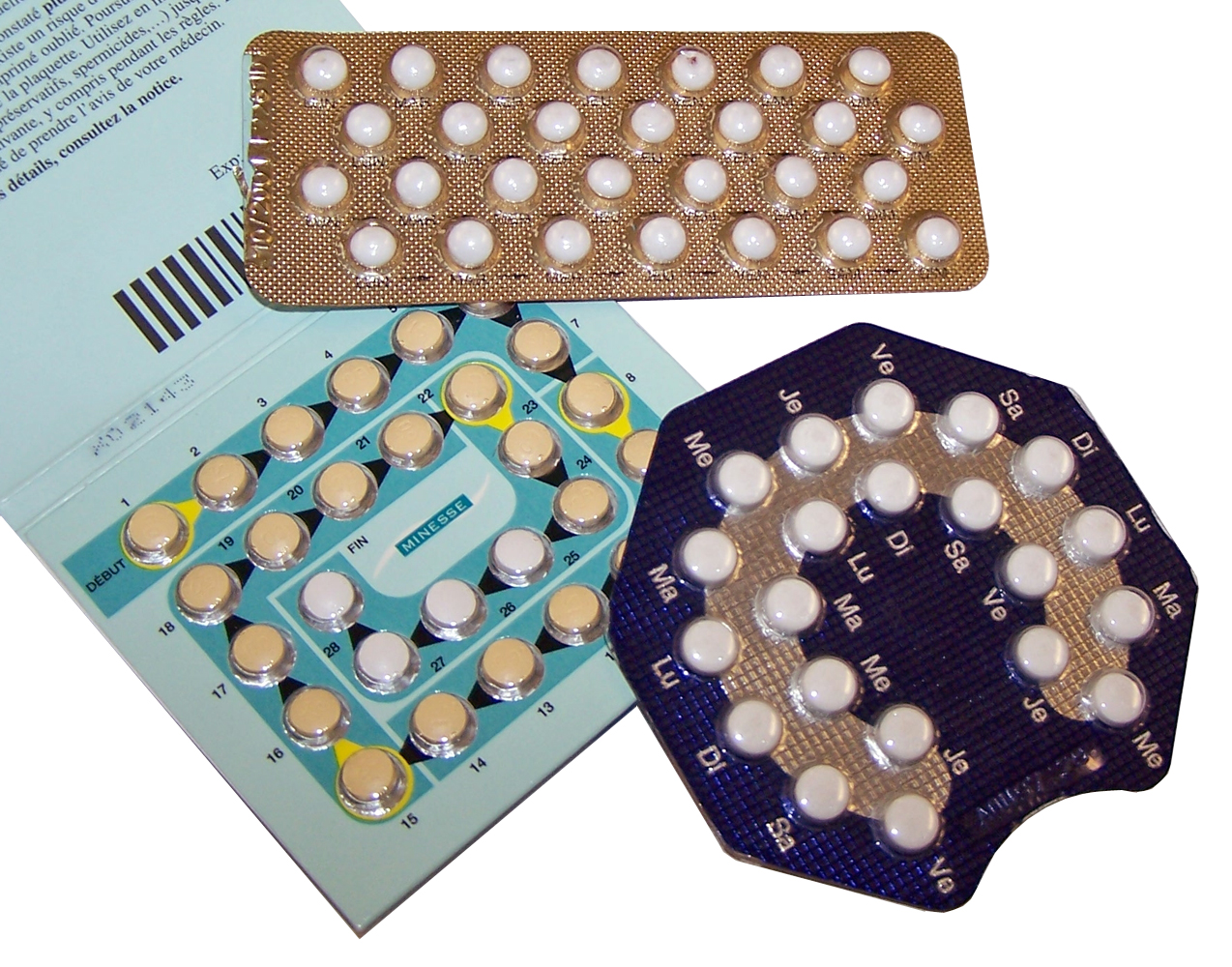
Pílulas anticoncepcionais.

Durante o mesmo período, a indústria farmacêutica estava constantemente desenvolvendo novos métodos de contracepção. No início da década de 1950, a filantropa Katharine McCormick forneceu financiamento para o biólogo Gregory Pincus desenvolver a pílula anticoncepcional, que foi aprovada pela Administração de Alimentos e Medicamentos (FDA) em 1960. A pílula tornou-se muito popular e teve um grande impacto na sociedade e na cultura. Também contribuiu para um aumento acentuado na frequência da faculdade e no número de mulheres graduadas. Novas formas de dispositivos intrauterinos foram introduzidas na década de 1960, aumentando a popularidade dos anticoncepcionais reversíveis de longa duração.
Em 1982, fabricantes europeus desenvolveram a mifepristona, que inicialmente foi utilizada como contraceptivo, mas atualmente é geralmente prescrita com uma prostaglandina para induzir o aborto até o quarto mês. Para evitar boicotes dos consumidores organizados por entidades anti-aborto, o fabricante doou os direitos de fabricação dos EUA aos Laboratórios Danco, uma empresa formada por defensores da pró-escolha, com o único propósito de distribuir mifepristona nos EUA e, portanto, imune aos efeitos dos boicotes.
Em 1997, a FDA aprovou uma prescrição de contracepção de emergência (popularmente conhecida como a "pílula do dia seguinte"), que ficou isenta de prescrição em 2006. Em 2010, o acetato de ulipristal, um contraceptivo de emergência mais eficaz, foi aprovado para uso até cinco dias após a relação sexual desprotegida. Cinquenta a sessenta por cento das pacientes que fizeram aborto engravidaram em circunstâncias em que os anticoncepcionais de emergência poderiam ter sido usados. Estes anticoncepcionais de emergência, incluindo o Plano B e EllaOne, provaram ser outro campo de batalha na guerra sobre os direitos reprodutivos. Os oponentes da contracepção de emergência o consideram uma forma de aborto, pois pode interferir com a capacidade de um embrião fertilizado se implantar no útero, enquanto os proponentes afirmam que não é aborto, pois a ausência de implantação significa que a gravidez nunca começou.